# Хантер, Майк
Майк Хантер (англ. Mike Hunter, 11 сентября 1959, Нью-Йорк, США - 8 февраля 2006, Лос-Анджелес, США) — американский боксёр-профессионал, выступавший в тяжёлой весовой категории.

## Профессиональная карьера
Дебютировал в 1985 году.
В 1988 победил единогласным решением судей будущего чемпиона мира Оливера Маккола, затем победил соотечественников Вэйда Пасонса и Дино Хомси
В 1990 году победил Дуайта Мохаммеда Кави, Джимми Тандера, Осси Окасио, Пинклона Томаса,  Дэвида Джако.
В сентябре 1992 года Хантер встретился с Франсуа Ботой. Бота победил решением большинства судей. В этом поединке южноафриканец впервые побывал в нокдауне.
В 1993 году победил Тайрелла Биггса, Александра Золкина, Сесила Кофи.
4 декабря 1993 года Хантер встретился с Бастером Матисом младшим. Хантер выиграл близким единогласным решением судей, однако допинг проба Хантера дала положительный результат на кокаин. Бой был признан несостоявшимся.
В мае 1994 года Хантер победил единогласным решением судей Крейга Пейна
В декабре 1994 году состоялся реванш Хантера и Золкина. Золкин победил раздельным решением судей.
В октябре 1995 года Хантер проиграл раздельным решением Мариону Уилсону.
В мае 1996 года Хантер встретился с Брайаном Нильсеном. Нильсен победил техническим нокаутом в 5 раунде. После этого боя Хантер оставил ринг.